# Quadro de medalhas dos Jogos Olímpicos de Verão de 2004

Fogos de artifício encerraram a cerimônia de abertura no Estádio Olímpico de Atenas.

O Quadro de medalhas dos Jogos Olímpicos de Verão de 2004 é uma lista que classifica os Comitês Olímpicos Nacionais de acordo com o número de medalhas conquistadas nos Jogos realizados em Atenas, na Grécia. 301 finais foram disputadas em 28 esportes.
Alguns países conquistaram sua primeira medalha olímpica nesses Jogos: os Emirados Árabes Unidos foram ouro com Ahmed Al Maktoum no tiro, a equipe masculina do Paraguai foi prata no futebol e a Eritreia foi bronze com Zersenay Tadese no atletismo. Israel, com Gal Fridman na vela, Chile, com Nicolás Massú e Fernando González no tênis, República Dominicana, com Félix Sánchez no atletismo, e Taipé Chinês, com Chu Mu-Yen e Chen Shih-Hsin, ambos no taekwondo, conquistaram medalhas de ouro pela primeira vez.

## O quadro

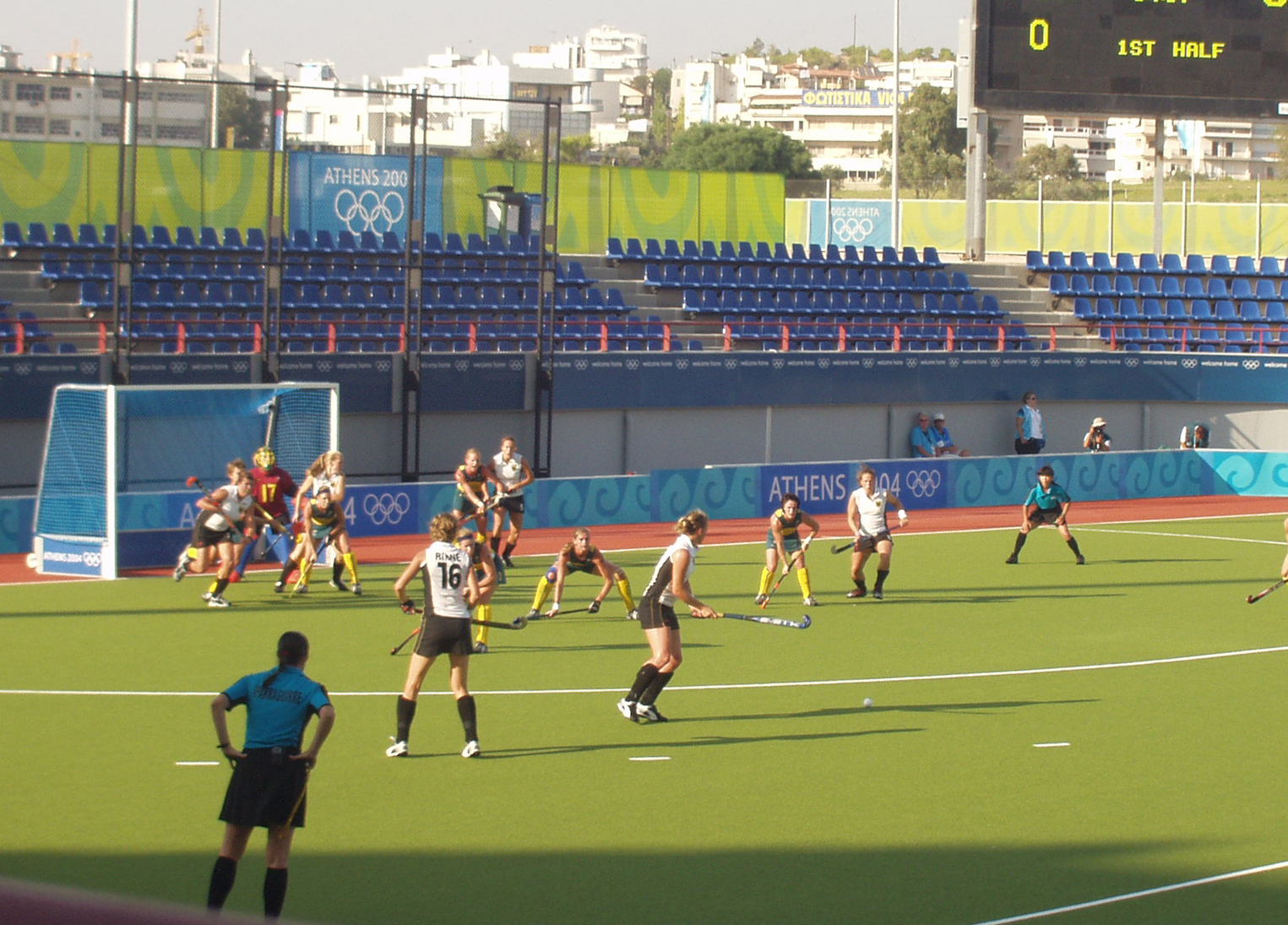
A equipe alemã (de uniforme branco) foi a campeã do torneio feminino do hóquei sobre a grama.

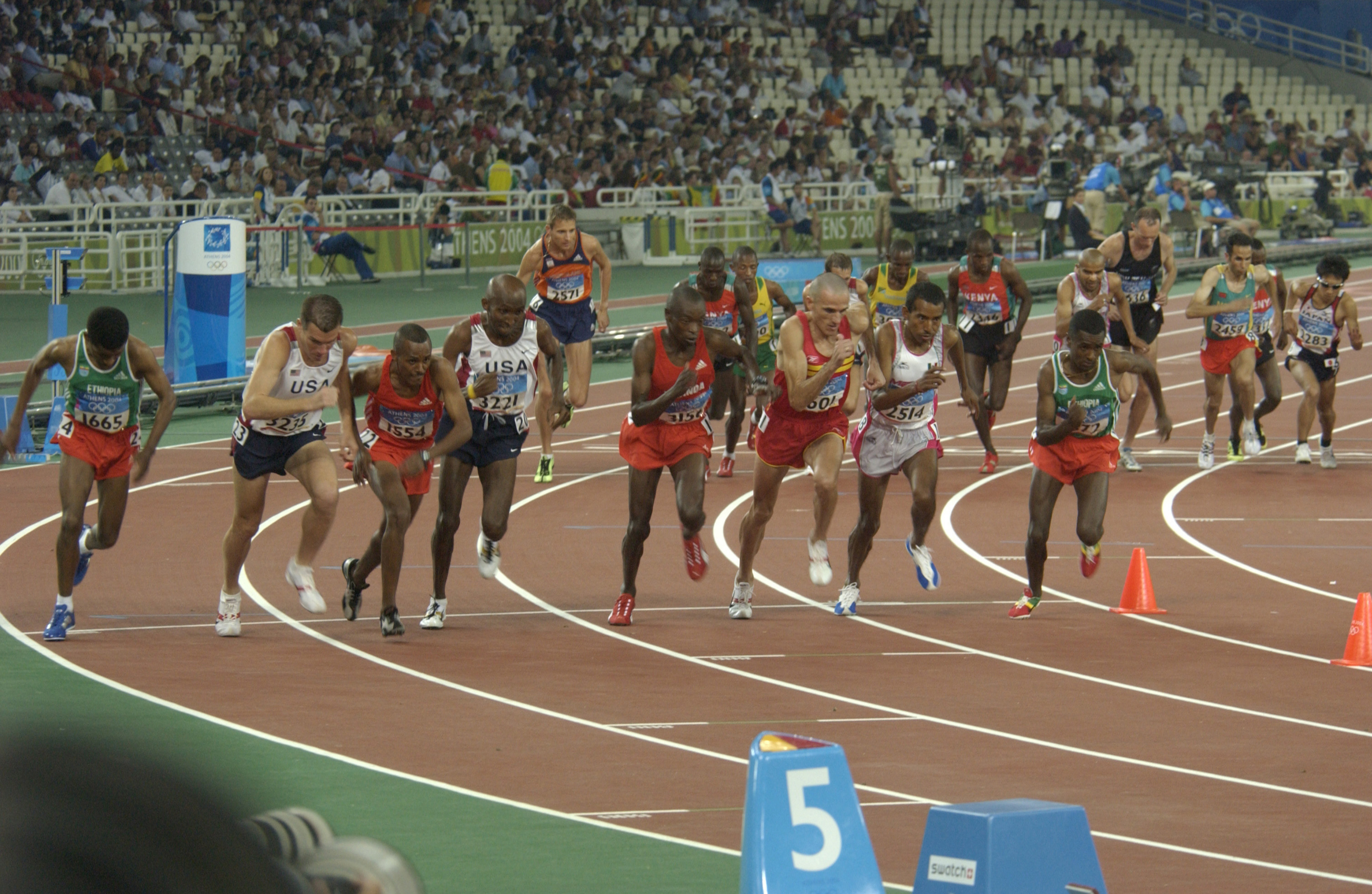
Largada dos 10.000m masculino do atletismo, prova vencida pelo etíope Kenenisa Bekele.

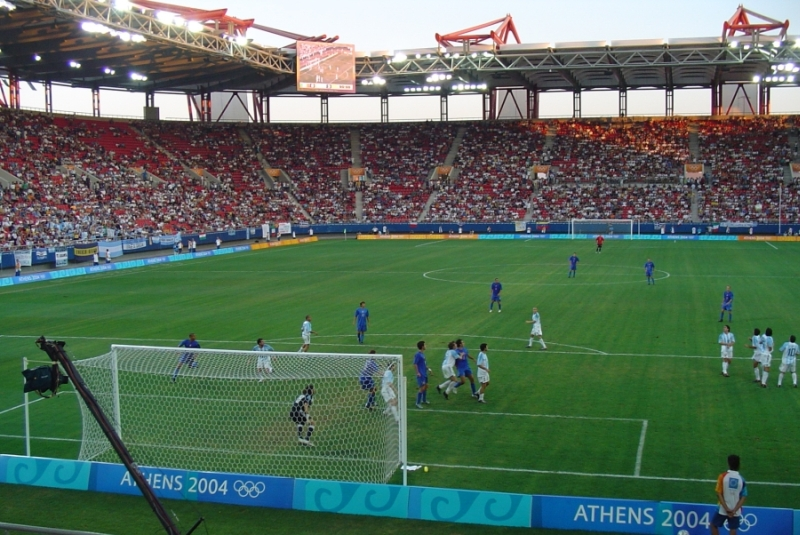
A Argentina (de uniforme branco) derrotou a Itália na semifinal do futebol masculino.

O quadro de medalhas está classificado de acordo com o número de medalhas de ouro, estando as medalhas de prata e bronze como critérios de desempate em caso de países com o mesmo número de ouros. O Comitê Olímpico Internacional não reconhece a existência de um quadro de medalhas, alegando que isso cria uma competição entre os países, o que não é o objetivo dos Jogos.
No boxe e no judô são concedidas duas medalhas de bronze em cada evento, por isso o número total de medalhas de bronze é maior que o total de ouros e pratas.
74 países conquistaram medalhas.
     País sede destacado.
| Ordem | País                       | Medalha de ouro | Medalha de prata | Medalha de bronze | !!Ref.      |     |
| ----- | -------------------------- | --------------- | ---------------- | ----------------- | ----------- | --- |
| 1     | USA Estados Unidos         | 36              | 39               | 26                | 101         | ref |
| 2     | CHN China                  | 32              | 17               | 14                | 63          | ref |
| 3     | RUS Rússia                 | 28              | 26               | 36                | 90          | ref |
| 4     | AUS Austrália              | 17              | 16               | 17                | 50          | ref |
| 5     | JPN Japão                  | 16              | 9                | 12                | 37          | ref |
| 6     | GER Alemanha               | 13              | 16               | 20                | 49          | ref |
| 7     | FRA França                 | 11              | 9                | 13                | 33          | ref |
| 8     | ITA Itália                 | 10              | 11               | 11                | 32          | ref |
| 9     | KOR Coreia do Sul          | 9               | 12               | 9                 | 30          | ref |
| 10    | GBR Grã-Bretanha           | 9               | 9                | 12                | 30          | ref |
| 11    | CUB Cuba                   | 9               | 7                | 11                | 27          | ref |
| 12    | HUN Hungria                | 8               | 6                | 3                 | 17          | ref |
| 13    | UKR Ucrânia                | 8               | 5                | 9                 | 22          | ref |
| 14    | ROU Romênia                | 8               | 5                | 6                 | 19          | ref |
| 15    | GRE Grécia                 | 6               | 6                | 4                 | 16          | ref |
| 16    | BRA Brasil                 | 5               | 2                | 3                 | 10          | ref |
| 17    | NOR Noruega                | 5               |                  | 1                 | 6           | ref |
| 18    | NED Países Baixos          | 4               | 9                | 9                 | 22          | ref |
| 19    | SWE Suécia                 | 4               | 2                | 1                 | 7           | ref |
| 20    | ESP Espanha                | 3               | 11               | 6                 | 20          | ref |
| 21    | CAN Canadá                 | 3               | 6                | 3                 | 12          | ref |
| 22    | TUR Turquia                | 3               | 3                | 5                 | 11          | ref |
| 23    | POL Polônia                | 3               | 2                | 5                 | 10          | ref |
| 24    | NZL Nova Zelândia          | 3               | 2                |                   | 5           | ref |
| 25    | THA Tailândia              | 3               | 1                | 4                 | 8           | ref |
| 26    | BLR Bielorrússia           | 2               | 5                | 6                 | 13          | ref |
| 27    | AUT Áustria                | 2               | 4                | 1                 | 7           | ref |
| 28    | ETH Etiópia                | 2               | 3                | 2                 | 7           | ref |
| 29    | IRI Irã                    | 2               | 2                | 2                 | 6           | ref |
| 29    | SVK Eslováquia             | 2               | 2                | 2                 | 6           | ref |
| 31    | TPE Taipé Chinês           | 2               | 2                | 1                 | 5           | ref |
| 32    | GEO Geórgia                | 2               | 2                |                   | 4           | ref |
| 33    | BUL Bulgária               | 2               | 1                | 9                 | 12          | ref |
| 34    | DEN Dinamarca              | 2               | 1                | 5                 | 8           | ref |
| 35    | JAM Jamaica                | 2               | 1                | 2                 | 5           | ref |
| 35    | UZB Uzbequistão            | 2               | 1                | 2                 | 5           | ref |
| 37    | MAR Marrocos               | 2               | 1                |                   | 3           | ref |
| 38    | ARG Argentina              | 2               |                  | 4                 | 6           | ref |
| 39    | CHI Chile                  | 2               |                  | 1                 | 3           | ref |
| 40    | KAZ Cazaquistão            | 1               | 4                | 3                 | 8           | ref |
| 41    | KEN Quênia                 | 1               | 4                | 2                 | 7           | ref |
| 42    | CZE República Checa        | 1               | 3                | 5                 | 9           | ref |
| 43    | RSA África do Sul          | 1               | 3                | 2                 | 6           | ref |
| 44    | CRO Croácia                | 1               | 2                | 2                 | 5           | ref |
| 45    | LTU Lituânia               | 1               | 2                |                   | 3           | ref |
| 46    | EGY Egito                  | 1               | 1                | 3                 | 5           | ref |
| 46    | SUI Suíça                  | 1               | 1                | 3                 | 5           | ref |
| 48    | INA Indonésia              | 1               | 1                | 2                 | 4           | ref |
| 49    | ZIM Zimbabwe               | 1               | 1                | 1                 | 3           | ref |
| 50    | AZE Azerbaijão             | 1               |                  | 4                 | 5           | ref |
| 51    | BEL Bélgica                | 1               |                  | 2                 | 3           | ref |
| 52    | BAH Bahamas                | 1               |                  | 1                 | 2           | ref |
| 52    | ISR Israel                 | 1               |                  | 1                 | 2           | ref |
| 54    | CMR Camarões               | 1               |                  |                   | 1           | ref |
| 54    | DOM República Dominicana   | 1               |                  |                   | 1           | ref |
| 54    | UAE Emirados Árabes Unidos | 1               |                  |                   | 1           | ref |
| 57    | PRK Coreia do Norte        |                 | 4                | 1                 | 5           | ref |
| 58    | LAT Letônia                |                 | 4                |                   | 4           | ref |
| 59    | MEX México                 |                 | 3                | 1                 | 4           | ref |
| 60    | POR Portugal               |                 | 2                | 1                 | 3           | ref |
| 61    | FIN Finlândia              |                 | 2                |                   | 2           | ref |
| 61    | SCG Sérvia e Montenegro    |                 | 2                |                   | 2           | ref |
| 63    | SLO Eslovênia              |                 | 1                | 3                 | 4           | ref |
| 64    | EST Estônia                |                 | 1                | 2                 | 3           | ref |
| 65    | HKG Hong Kong              |                 | 1                |                   | 1           | ref |
| 65    | IND Índia                  |                 | 1                |                   | 1           | ref |
| 65    | PAR Paraguai               |                 | 1                |                   | 1           | ref |
| 68    | COL Colômbia               |                 |                  | 2                 | 2           | ref |
| 68    | NGR Nigéria                |                 |                  | 2                 | 2           | ref |
| 68    | VEN Venezuela              |                 |                  | 2                 | 2           | ref |
| 71    | ERI Eritreia               |                 |                  | 1                 | 1           | ref |
| 71    | MGL Mongólia               |                 |                  | 1                 | 1           | ref |
| 71    | SYR Síria                  |                 |                  | 1                 | 1           | ref |
| 71    | TRI Trinidad e Tobago      |                 |                  | 1                 | 1           | ref |
| TOTAL | TOTAL                      | 301             | 300              | 327               | 928 \|\|ref |     |

## Mudanças no quadro de medalhas
Os exames anti-doping realizados durante e após os Jogos causaram algumas mudanças nos resultados de provas:
- GRE Leonidas Sampanis perdeu uma medalha de bronze na categoria até 62 kg do halterofilismo por uso de testosterona exógena (não produzida pelo corpo).[10] O venezuelano Israel José Rubio herdou a medalha.

- RUS Irina Korzhanenko perdeu a medalha de ouro conquistada no arremesso de peso por uso de estanozolol.[11] A cubana Yumileidi Cumbá herdou a medalha, repassando a prata para a alemã Nadine Kleinert e o bronze para a russa Svetlana Krivelyova (posteriormente Krivelyova também foi desclassificada).[12]

- HUN Róbert Fazekas perdeu o ouro no arremesso de disco por se recusar a fazer o teste anti-doping.[13] Virgilijus Alekna, da Lituânia ficou com o ouro, Zoltán Kővágó, da Hungria, com a prata, e Aleksander Tammert, da Estônia, com o bronze.[14]

- UKR Olena Olefirenko e equipe perderam a medalha de bronze da prova skiff quádruplo do remo. O teste anti-doping de Olefirenko revelou a presença do estimulante etamivan. A medalha foi entregue à equipe australiana.[15]

- HUN Ferenc Gyurkovics perdeu a medalha de prata na categoria até 105 kg do halterofilismo por uso de oxandrolona. A medalha foi entregue ao ucraniano Igor Razoronov e o bronze ficou com o russo Gleb Pisarevskiy.[16]

- HUN Adrián Annus também perdeu a medalha de ouro, na prova do arremesso de martelo, também por não comparecer aos testes após a prova.[17] O japonês Koji Murofushi herdou o ouro. A medalha de prata que ele havia ganho foi repassada a Ivan Tsikhan, da Bielorrússia, que havia ficado com o bronze, medalha concedida a Eşref Apak, da Turquia.[18]

- IRL Cian O'Connor perdeu a medalha de ouro conquistada na prova de saltos do hipismo devido ao doping do seu cavalo, Waterford Crystal.[19] O ouro foi entregue ao brasileiro Rodrigo Pessoa, a prata a Chris Kappler, dos Estados Unidos, e a bronze a Marco Kutscher, da Alemanha.[20]

- GER Ludger Beerbaum e a equipe de saltos do hipismo perderam a medalha de ouro devido ao doping do cavalo Goldfever, de Beerbaum.[21] O ouro foi entregue aos Estados Unidos, a prata para a Suécia, e o bronze foi realocado a Alemanha, desconsiderando os resultados de Goldfever.[22]

- USA Tyler Hamilton perdeu a medalha de ouro conquistada no contrarrelógio do ciclismo devido ao doping confirmado apenas em agosto de 2012, ainda dentro do prazo legal determinado prelo COI. O ouro foi entregue ao russo Viatcheslav Ekimov, a prata para Bobby Julich, dos Estados Unidos, e o bronze a Michael Rogers, da Austrália.[23]

- RUS Oleg Perepetchenov perdeu a medalha de bronze conquistada na categoria até 77 kg masculino do halterofilismo em 12 de fevereiro de 2013 por uso de esteroides anabolizantes.[24] A medalha foi atribuída a Reyhan Arabacıoğlu, da Turquia, em maio de 2013.[25]

Quatro atletas foram desclassificados em dezembro de 2012 após novos testes realizados com métodos mais precisos terem acusado a presença de esteróides proibidos:
- UKR Yuri Bilonoh perdeu a medalha de ouro conquistada no arremesso de peso do atletismo por uso de substâncias ilegais.[27] A medalha de ouro foi realocada para Adam Nelson, dos Estados Unidos, a de prata para Joachim Olsen, da Dinamarca e o bronze para Manuel Martínez, da Espanha, em março de 2013.[28]

- BLR Ivan Tsikhan perdeu a medalha de prata conquistada no arremesso de martelo do atletismo por uso de substâncias ilegais.[29]

- BLR Iryna Yatchenko perdeu a medalha de bronze conquistada no arremesso de disco do atletismo por uso de substâncias ilegais.[30] A medalha foi atribuída a Věra Pospíšilová-Cechlová, da República Checa, em maio de 2013.[25]

- RUS Svetlana Krivelyova perdeu a medalha de bronze conquistada no arremesso de peso do atletismo por uso de substâncias ilegais.[31]